# Голощапов, Анатолий Данилович
Анатолий Данилович Голощапов (5 апреля 1927, Москва) — советский футболист, нападающий. Мастер спорта СССР (1955).

## Биография
Начинал играть в 1943 году в юношеской команде московского «Спартака», первый тренер — Владимир Степанов.
Весной 1947 года был призван в пограничные войска, служил на Дальнем Востоке. В 1947—1950 годах играл за «Динамо» Хабаровск, обладатель Кубка РСФСР 1947.
В 1951—1953 годах провёл 48 игр, забил 14 мячей за «Динамо» Москва. Сыграл два матча на Приз Госкомспорта 1952 года.
В июле 1953 года был переведён в ленинградское «Динамо», за которое сыграл три игры в чемпионате.
В 1954—1955 годах в классе «А» за «Спартак» Минск провёл 43 матча, забил четыре гола.
В апреле 1956 сыграл три игры в чемпионате за «Буревестник» Кишинёв, затем перешёл в «Спартак» Ереван. Участник Спартакиады народов СССР 1956 года в составе сборной Армянской ССР.
Завершил карьеру в «Спартаке» Станислав (1957—1958).